# キニー郡 (テキサス州)
キニー郡（キニーぐん、英: Kinney County）は、アメリカ合衆国テキサス州の南西部に位置する郡である。2010年国勢調査での人口は3,598人であり、2000年の3,379人から6.5%増加した。郡庁所在地はブラケットビル市（人口1,688人）であり、同郡で人口最大の都市でもある。キニー郡は1850年に設立され、郡名は初期開拓者のヘンリー・ローレンス・キニーに因んで名付けられた。

## 歴史

### インディアン
キニー郡となった地域に最初に人類が住むようになったのは6,000年から10,000年まえのことであり、その後リパン・アパッチ族、メスカレロ・アパッチ族、コアウイルテク族、ジュマノ族、タマウリパス族、トンカワ族、コマンチ族などのインディアン部族が入ってきた。これらの部族は川やクリークに沿った岩陰に住み、その跡には人工物、貯蔵された種、道具、墓所、岩刻絵を残している。

### 探検
1665年サルティーヨの市長フェルナンド・デ・アスキュエが遠征隊を率いてこの地域を通過し、リオ・グランデ川を渡った最初のヨーロッパ人になった。フランシスコ会修道士マヌエル・デ・ラ・クルスが1674年にこの地域を探検した。1675年、フェルナンド・デル・ボスクがヌエストラ・スラ・デ・グアダルーペの町からリオ・グランデ川を遡る遠征隊を率いてこの地域を通過した。ボスクはフランシスコ会のフリアルス・フアン・ラリオスとディニシオ・デ・サン・ブエナベンチュラを伴っていた。1688年、アロンソ・デ・レオンが、現在のブラケットビル近くのコアウイルテク族の中に、フランス人探検家でラ・サール探検隊の脱走者ジャン・アンリが、幾らか精神的に混乱した状態でいるのを発見した。その場所はアナカチョ山の中と考えられている。18世紀の後半、この地域の中心部近く、ラスモラス・クリーク沿いにフランシスコ会の者達が集落を設営した。1834年、イギリス人土地投機家のジョン・チャールズ・ビールスとジェイムズ・グラントがその地にドロレスと呼ぶ英語を話す人々の村を造ろうとした。通りの区画が決められ、59人の開拓者が入ってきたが、その計画は途中で放棄された。

### 郡の成立
1850年、テキサス州議会がベア郡の一部からキニー郡を設立し、ヘンリー・ローレンス・キニーに因んで名付けた。1852年6月、ラスモラス・クリーク沿いにアメリカ合衆国陸軍がクラーク砦を設立し、米墨戦争で戦死したジョン・B・クラークに因んで名付けた。1852年、ブラケットビルの町が設立され、ここに駅馬車の停車場を設け、町では最初の乾物屋を開いたオスカー・B・ブラケットに因んで、まずブラケットと命名され、後にブラケットビルと改名された。ブラケットはサンアントニオからエルパソに至る駅馬車線の停車場になったが、インディアンの攻撃が続いていたために、当初の発展は大変緩りだった。1875年には町で最初の郵便局ができた。1861年2月18日、アメリカ合衆国陸軍デイビッド・E・ツウィッグスの命令で、クラーク砦はテキサス・コミッションに降伏した。ツウィッグスはこの行動でアメリカ合衆国から解任され、その後は南軍に従軍した。3月19日にアメリカ軍が砦から出て、南軍のジョン・R・ベイラー大佐が指揮する部隊が占領した。この砦は南北戦争の終戦まで南軍の支配下にあったが、守備隊は駐屯しなかった。1866年12月、連邦軍の砦として再建された。

### ブラック・セミノール
1872年初期、国境近くに住んでいたブラック・セミノール・インディアンが斥候隊として組織化され、クラーク砦に入った。他にも加わる者があり、1870年代半ばには総勢が400人ないし500人になった。その後19世紀が終わるまで、ラスモラス・クリーク添いの居留地に住んでいた。1914年、ブラック・セミノールはクラーク砦の居留地から排除されたが、その子孫の幾らかは現在でも郡内に居住している。1872年、クラーク砦にセミノール・インディアン斥候の墓地が造られた。

### 郡の組織化と成長
キニー郡は1874年に組織化された。1875年、最初の郡政府が置かれた。1876年、テキサス州議会が郡の境界を最終的に決定した後で、ブラケットビルが郡庁所在地に指定された。1870年、郡内には牛が14,846頭がおり、1870年代の牛追いの時期には大量の牛が北方に向けて動かされた。1880年までに羊の数が55,597頭となって牛の7,966頭を上回り、期ニー郡は羊毛の重要な生産地になった。1883年にガルベストン・ハリスバーグ・アンド・サンアントニオ鉄道が開通して、キニー郡の羊毛とモヘアが市場に運ばれやすくなった。これと同時に多くの開拓者が入ってくるようになった。1925年、テキサス・アンド・ニューオーリンズ鉄道の支線がスポットフォードの近くから建設され、リオ・グランデ川でメキシコ国有鉄道とを繋いだ。世界恐慌の時代、クラーク砦近くには市民保全部隊の大規模キャンプが設営され、地域の人々を雇用した。第二次世界大戦が始まると、羊毛とモヘアは防衛産業での需要が増した。クラーク砦は1846年に閉鎖された。1950年代後半、ジェイムズ・T・"ハッピー"・シャハンがブラケットビルに近い牧場にアラモ・ビレッジを建設し、1960年のジョン・ウェイン主演で著名な映画『アラモ』が撮影された。この村は観光地として保存され、その後も数多い映画やドキュメンタリーの撮影場所として使われた。1969年、ハッピー・シャハンは18歳のジョニー・ロドリゲスを雇って、アラモ・ビレッジで歌わせたことが契機になり、ロドリゲスはスターダムに押し上げられた。1991年、隣接するエドワーズ郡にも跨る広さ6,400エーカー (25.6 km2) のキカプー洞穴州立公園が公開された。2002年、郡民投票でキニー郡地下水保全地区が承認された。

## 地理
アメリカ合衆国国勢調査局に拠れば、郡域全面積は1,365平方マイル (3,535 km2)であり、このうち陸地1,363平方マイル (3,530 km2)、水域は2平方マイル (5 km2)で水域率は0.14%である。キニー郡の西部はリオ・グランデ川でメキシコとの国境になっており、多くの支流がリオ・グランデ川に注いでいる。

### 主要高規格道路
- アメリカ国道90号線
- テキサス州道134号線

### 隣接する郡
- エドワーズ郡 - 北
- ウバルデ郡 - 東
- マーベリック郡 - 南
- バルベルデ郡 - 西
- メキシコ コアウイラ州ヒメネス - 南西

## 人口動態
以下は2000年の国勢調査による人口統計データである。
| 基礎データ - 人口: 3,379人 - 世帯数: 1,314 世帯 - 家族数: 940 家族 - 人口密度: 1人/km2（2人/mi2） - 住居数: 1,907軒 - 住居密度: 1軒/km2（1軒/mi2） 人種別人口構成 - 白人: 75.82% - アフリカン・アメリカン: 1.69% - ネイティブ・アメリカン: 0.33% - アジア人: 0.12% - その他の人種: 18.61% - 混血: 3.43% - ヒスパニック・ラテン系: 50.52% 年齢別人口構成 - 18歳未満: 25.7% - 18-24歳: 5.3% - 25-44歳: 21.5% - 45-64歳: 23.1% - 65歳以上: 24.3% - 年齢の中央値: 43歳 - 性比（女性100人あたり男性の人口） - 総人口: 99.8 - 18歳以上: 99.0 | 世帯と家族（対世帯数） - 18歳未満の子供がいる: 27.2% - 結婚・同居している夫婦: 61.8% - 未婚・離婚・死別女性が世帯主: 6.4% - 非家族世帯: 28.4% - 単身世帯: 26.6% - 65歳以上の老人1人暮らし: 16.4% - 平均構成人数 - 世帯: 2.55人 - 家族: 3.10人 収入と家計 - 収入の中央値 - 世帯: 28,320米ドル - 家族: 32,045米ドル - 性別 - 男性: 26,422米ドル - 女性: 16,250米ドル - 人口1人あたり収入: 15,350米ドル - 貧困線以下 - 対人口: 24.0% - 対家族数: 19.2% - 18歳未満: 33.0% - 65歳以上: 16.1% |

## 都市と町
- ブラケットビル - 郡庁所在地
- スポットフォード
- フォートクラークスプリングス